# 204 (číslo)
Dvě stě čtyři je přirozené číslo, které následuje po čísle dvě stě tři a předchází číslu dvě stě pět. Římskými číslicemi se zapisuje CCIV  a řeckými číslicemi σδ.

## Matematika
204 je:
- Abundantní číslo
- Nešťastné číslo
- Nepříznivé číslo
- Pyramidové číslo
- Devítiúhelníkové číslo
- Součet prvočíselných dvojic (101 + 103), stejně tak jako jeho druhá mocnina (41616 = 20807 + 20809). Jediná menší čísla s touto vlastností jsou 12 a 84

## Chemie
- 204 je nukleonové číslo druhého nejméně běžného izotopu rtuti a také nejméně běžného izotopu olova.[1]

## Astronomie
- (204) Kallisto je planetka hlavního pásu, kterou objevil v roce 1879 Johann Palisa.

## Doprava
- Silnice II/204 je česká silnice II. třídy vedoucí na trase Úněšov – Loza – Kaznějov.[2]

## Roky
- 204
- 204 př. n. l.